# Myriam Ezratty
Myriam Ezratty, née le 7 décembre 1929 à Nice et morte le 7 septembre 2017, est une magistrate française. Directrice de l'Éducation surveillée de 1981 à 1983, elle est la première femme nommée directrice de l'Administration pénitentiaire en 1983 puis la première femme à occuper la fonction de première présidente de la cour d'appel de Paris, entre 1988 et 1996. 

## Biographie

### Famille et jeunesse
Myriam Bader naît le 7 décembre 1929 à Nice (Alpes-Maritimes), dans une famille d'origine alsacienne. Elle est la fille de Marcel Bader, ancien combattant de la Première Guerre mondiale, directeur de la branche niçoise des Galeries Lafayette, qui perd son emploi en raison des lois antijuives de Vichy. Sa famille est sauvée par Roger et Camille Staklin, reconnus comme Justes parmi les Nations par le mémorial de Yad Vashem.

### Carrière dans la magistrature (1950-1980)
Diplômée de la faculté de droit d’Aix-en-Provence après une licence en lettres, Myriam Ezratty réussit, en 1950, le concours de la magistrature ouvert aux femmes quatre ans plus tôt. Elle est rapidement nommée au ministère de la Justice, où elle accomplit la plus grande partie de sa carrière. Elle épouse José Ezratty en 1956.
Elle est nommée au bureau du procureur à Nancy puis en région parisienne de 1953 à 1958. Après avoir travaillé à la direction des affaires civiles de 1958 à 1974, elle rejoint l'équipe de la ministre de la Santé Simone Veil — dont elle est proche — comme conseillère technique entre 1974 et 1978, avant d'être nommée en juin de cette année conseiller à la cour d'appel de Paris.   

### Suite de la carrière: haute magistrate (1980-1997)
Après l'élection de François Mitterrand, elle est nommée en juillet 1981 directrice de l'Éducation surveillée par le garde des Sceaux Robert Badinter, un poste où elle s'attache à « éviter au maximum l'emprisonnement des mineurs ».  
En 1983, elle est nommée directrice de l'Administration pénitentiaire, première femme à occuper ce poste qu'elle conserve jusqu'en 1986. Essayant d'améliorer les conditions carcérales d'une population pénale alors forte de 45 000 détenus, elle est notamment à l'origine de différentes initiatives pour leur réinsertion en faisant entrer la culture, l'éducation et la santé en prison. Mettant fin à l'inefficace régime spécial de la santé pénitentiaire, elle organise la prise en charge sanitaire des détenus par le ministère de la Santé. Elle est ainsi à l'origine du Comité Interministériel Santé/Justice et de la mise en place des premiers espaces de visites familiales et conjugales en 1986. La même année, elle démissionne lorsque le nouveau garde des Sceaux Albin Chalandon, issu de la cohabitation, envisage la privatisation partielle du milieu pénitentiaire. 
En 1986, Myriam Ezratty est nommée avocate générale près la Cour de cassation. Elle est nommée première présidente de la cour d'appel de Paris de 1988 à 1996, là encore, première femme à occuper ce poste. Elle a également présidé l'Association des juristes franco-britanniques entre 1996 et 1999. 

### Retraite et décès
Myriam Ezratty prend sa retraite à 67 ans en août 1996.
Elle meurt dans sa propriété en Provence, le 7 septembre 2017, et est inhumée au cimetière parisien de Bagneux.

## Distinctions
- Commandeure de la Légion d'honneur (1998)[10].

## Publications
- Myriam Ezratty, « Une autre philosophie », dans Bernard Chaouat (dir.), Reconstruire sa vie après la prison : quel avenir après la sanction?, Editions de l'Atelier, 2011 (ISBN 9782708241763), p. 95-103
- Ezratty-Bader (Myriam), « Quelques illustrations de l'application des règles minima en milieu ouvert dans le droit français », dans Pradel (Jean) (dir.), L'élaboration des règles minima pour le traitement en milieu libre, Actes du sixième colloque international de la Fondation internationale pénale et pénitentiaire, Poitiers, 3-7 octobre 1987, Travaux de l'Institut de sciences criminelles de Poitiers, Paris, Cujas, 1990, p. 130-155

### Vidéographie
- [vidéo] « Myriam Ezratty, Directrice de l'Administration Pénitentiaire (1983-1986) », 1er avril 2008, criminocorpus.org